# لجان هلسنكي لحقوق الإنسان
لجان هلسنكي لحقوق الإنسان Helsinki Committee for Human Rights هي لجان توجد في العديد من الدول الأوروبية (منطقة منظمة الأمن والتعاون في أوروبا) كمنظمات تطوعية غير ربحية مكرسة لحقوق الإنسان ويُفترض أنها سميت على اسم اتفاقيات هلسنكي . تم تنظيمه سابقًا في اتحاد هلسنكي الدولي لحقوق الإنسان (IHF) ومقره في فيينا.
بدأت لجان هلسنكي كمجموعات مراقبة هلسنكي . تأسست الأولى في الاتحاد السوفيتي عام 1976، والثانية عام 1977 في تشيكوسلوفاكيا، والثالثة عام 1979 في بولندا. في عام 1982، عقد ممثلو العديد من هذه اللجان مؤتمر International Citizens Helsinki Watch وتأسيس اتحاد هلسنكي الدولي لحقوق الإنسان.
في عام 1992، تم إنشاء مجموعة هلسنكي البريطانية لحقوق الإنسان في المملكة المتحدة، لكن هذه المجموعة كانت دائمًا مستقلة تمامًا عن اتحاد هلسنكي الدولي لحقوق الإنسان. الممثل الرسمي للمملكة المتحدة في الاتحاد هو لجنة هلسنكي الفرعية البريطانية التابعة لمجموعة حقوق الإنسان البرلمانية، التي تأسست عام 1976.

## اللجان
- ألبانيا: لجنة هلسنكي الألبانية [1][2]
- بيلاروسيا: لجنة بيلاروسيا هلسنكي [3]
- بلغاريا: لجنة هلسنكي البلغارية [4]
- كرواتيا: لجنة هلسنكي الكرواتية
- جمهورية التشيك: لجنة هلسنكي التشيكية
- المجر: لجنة هلسنكي المجرية
- ليتوانيا: مجموعة هلسنكي الليتوانية
- النرويج: لجنة هلسنكي النرويجية
- مقدونيا الشمالية: لجنة هلسنكي لحقوق الإنسان في جمهورية مقدونيا
- هولندا: لجنة هلسنكي الهولندية
- رومانيا: جمعية الدفاع عن حقوق الإنسان في رومانيا، لجنة هلسنكي
- روسيا: مجموعة موسكو هلسنكي
- صربيا: لجنة هلسنكي لحقوق الإنسان في صربيا
- سلوفاكيا: لجنة هلسنكي لحقوق الإنسان في سلوفاكيا
- إسبانيا: لجنة هلسنكي إسبانيا - البعد البشري
- السويد: المدافعون عن الحقوق المدنية (لجنة هلسنكي السويدية سابقًا)
- سويسرا: لجنة هلسنكي السويسرية للديمقراطية وسيادة القانون وحقوق الإنسان
- تركيا: جمعية مواطني هلسنكي
- أوكرانيا: مجموعة هلسنكي الأوكرانية

## أنظر أيضا
- هيومن رايتس ووتش
- مجموعة موسكو هلسنكي
- اتفاقية هلسنكي
- مؤسسة هلسنكي لحقوق الإنسان

## الروابط الخارجية
- لجنة هلسنكي لحقوق الإنسان في صربيا
- لجنة هلسنكي البلغارية
- لجنة هلسنكي التشيكية
- لجنة هلسنكي لحقوق الإنسان في جمهورية مقدونيا
- اتحاد هلسنكي الدولي لحقوق الإنسان - إشعار إغلاق
- مدير سابق يقول "حركة حقوق الإنسان نشطة بالرغم من فضيحة التزوير"